# Périgny (Charente-Maritime)
Périgny é uma comuna francesa na região administrativa da Nova Aquitânia, no departamento de Charente-Maritime. Estende-se por uma área de 10,78 km². Em 2010 a comuna tinha 8 760 habitantes (densidade: 812,6 hab./km²).